# Taça Ibérica de 1935
A Taça Ibérica de 1935 foi um jogo disputado entre os campeões nacionais da época de 1934/35 de Portugal (FC Porto) e Espanha (Real Bétis).
Foi uma disputa em um jogo único, pelas 15:00 horas do dia 7 de julho de 1935 no Campo do Ameal no Porto com uma vitória do FC Porto por 4-2 em frente a 15 mil adeptos.
Esta conquista não é reconhecida oficialmente pelas federações, depois desta edição foram disputadas outras várias "Taças Ibéricas" sem qualquer reconhecimento da FPF, com exceção da edição de 1983 onde a FPF e RFEF estivaram envolvidas na competição.

## Vencedores
| Ano  | Vencedor | Resultados | Vice       |
| ---- | -------- | ---------- | ---------- |
| 1935 | FC Porto | 4-2        | Real Bétis |

## Performances por clubes
| Clube      | Campeão  | Vice     |
| FC Porto   | 1 (1935) |          |
| Real Bétis |          | 1 (1935) |

## Performances por país
| Clube    | Campeão  | Vice     |
| Portugal | 1 (1935) |          |
| Espanha  |          | 1 (1935) |